# Jason Hervey

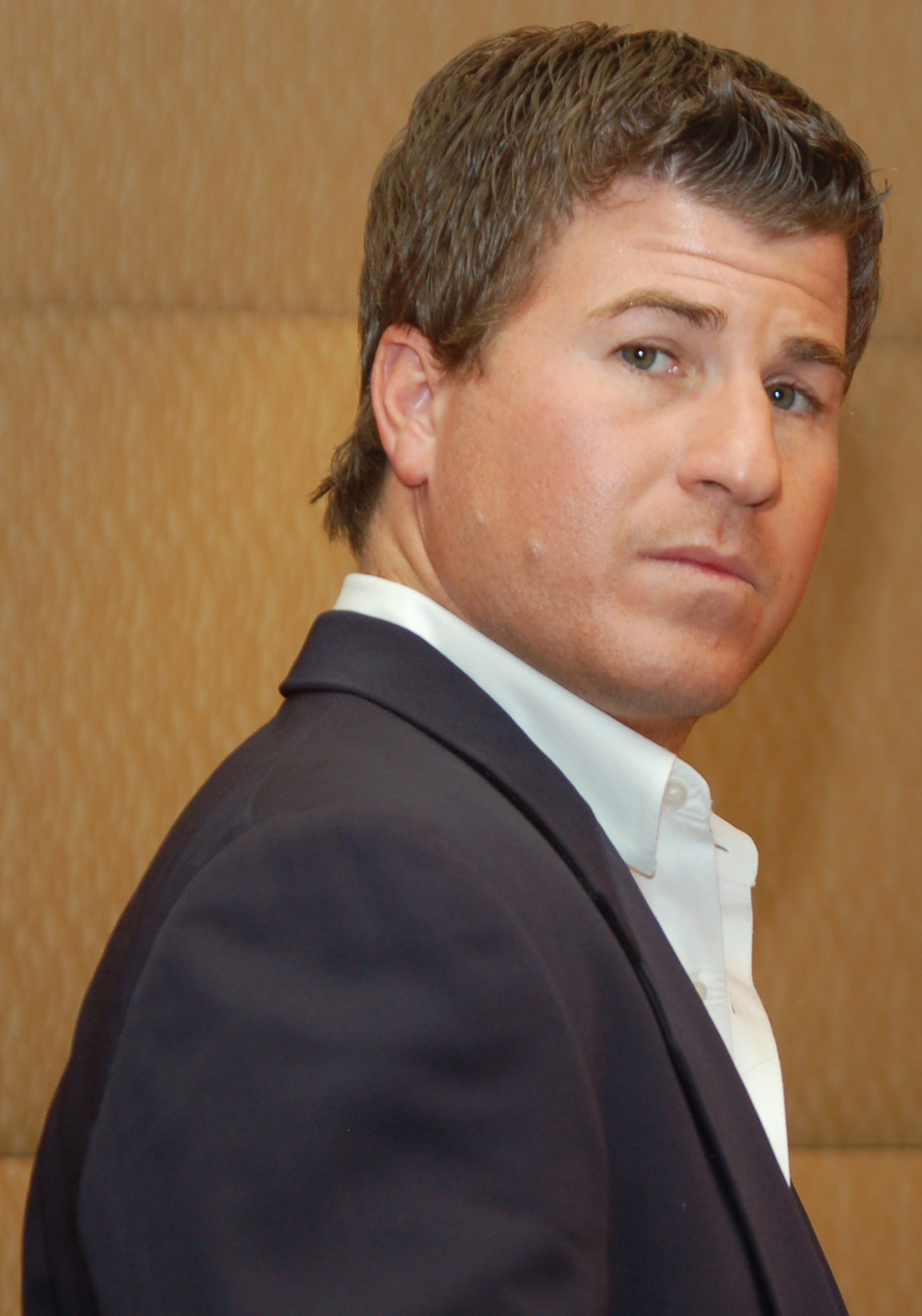
Jason Hervey (2008)

Jason Hervey (* 6. April 1972 in Los Angeles, Kalifornien, USA) ist ein US-amerikanischer Schauspieler und Filmproduzent. Er ist im deutschsprachigen Raum vornehmlich durch seine Rolle als Wayne Arnold in der Fernsehserie Wunderbare Jahre bekannt.

## Biografie
Nach einigen kleineren Auftritten, unter anderem in Zurück in die Zukunft, Pee-Wee’s irre Abenteuer und dem Computerspiel Return to Zork, hatte er seinen Durchbruch mit einer Rolle in der Serie Wunderbare Jahre.
Hervey arbeitet seit 1996 als Filmproduzent.

## Filmografie (Auswahl)
- 1979: Trapper John, M.D. (Fernsehserie, Episode 1x06)
- 1981: Love Boat (The Love Boat, Fernsehserie, Episode 4x18)
- 1982: Junge Schicksale (ABC Afterschool Specials, Fernsehserie, Episode 10x06)
- 1984: Biete Mutter – suche Vater (The Buddy System)
- 1984: T.V. – Total verrückt (The Ratings Game, Fernsehfilm)
- 1985: Police Academy 2 – Jetzt geht’s erst richtig los (Police Academy 2: Their First Assignment)
- 1985: Zurück in die Zukunft (Back to the Future)
- 1985: Pee-Wee’s irre Abenteuer (Pee-Wee’s Big Adventure)
- 1986: Mach’s noch mal, Dad (Back to School)
- 1987: Monster Busters
- 1988: Simon & Simon (Fernsehserie, Episode 7x05)
- 1988: Punky Brewster (Fernsehserie, Episode 4x10)
- 1988–1993: Wunderbare Jahre (The Wonder Years, Fernsehserie, 94 Episoden)
- 1995: Baywatch Nights (Fernsehserie, Episode 1x02)
- 1999: WCW Monday Nitro (Fernsehserie, Episode 4x45)
- 2001–2002: 100 gute Hundetaten (100 Deeds for Eddie McDowd, Fernsehserie, 20 Episoden, Sprechrolle)
- 2004: Die Liga der Gerechten (Justice League Unlimited, Fernsehserie, Episode 1x04, Sprechrolle)